# Mer d'Andaman
Pour les articles homonymes, voir Andaman.
La mer d'Andaman est une mer tributaire de l'océan Indien, bordant les côtes de la Birmanie, de la Thaïlande, du territoire indien des îles Andaman-et-Nicobar et de l'Indonésie. Outre ses bordures terrestres, elle est limitée à l'ouest par le golfe du Bengale, au sud par le détroit de Malacca et la pointe septentrionale de l'île de Sumatra.

## Géographie
L'Organisation hydrographique internationale définit les limites de la mer d'Andaman (ou mer de Birmanie) de la façon suivante :
- Au sud-ouest: Une ligne allant de Ujung Raja (5° 31′ 39″ N, 95° 11′ 37″ E), à la pointe nord-ouest de Sumatra, et passant par Pulau Breueh (en) (ou Poeloe Bras) (5° 45′ 13″ N, 95° 03′ 21″ E) et suivant les îles occidentales des îles Nicobar jusqu'à Sandy Point (10° 31′ 59″ N, 92° 22′ 57″ E), sur la Petite Andaman, de sorte que tous les détroits, chenaux, etc., soient attribués à la mer d'Andaman.

- Au nord-ouest: Une ligne allant du cap Negrais (16° 02′ 31″ N, 94° 11′ 28″ E), en Birmanie, à travers les grandes îles de l'archipel Andaman, de telle sorte que tous les détroits compris entre les îles soient placés à l'est de cette ligne et soient exclus du golfe du Bengale, et ainsi de suite jusqu'au point, sur la Petite Andaman, de latitude 10°48'N, et de longitude 92°24'E.

- Au sud-est: Une ligne allant de Laem Kho Chao (7° 45′ 28″ N, 98° 18′ 39″ E) au sud de Ko Phuket en Thaïlande à Ujung Baka (5° 39′ 24″ N, 95° 26′ 01″ E) à Sumatra.

## Géologie

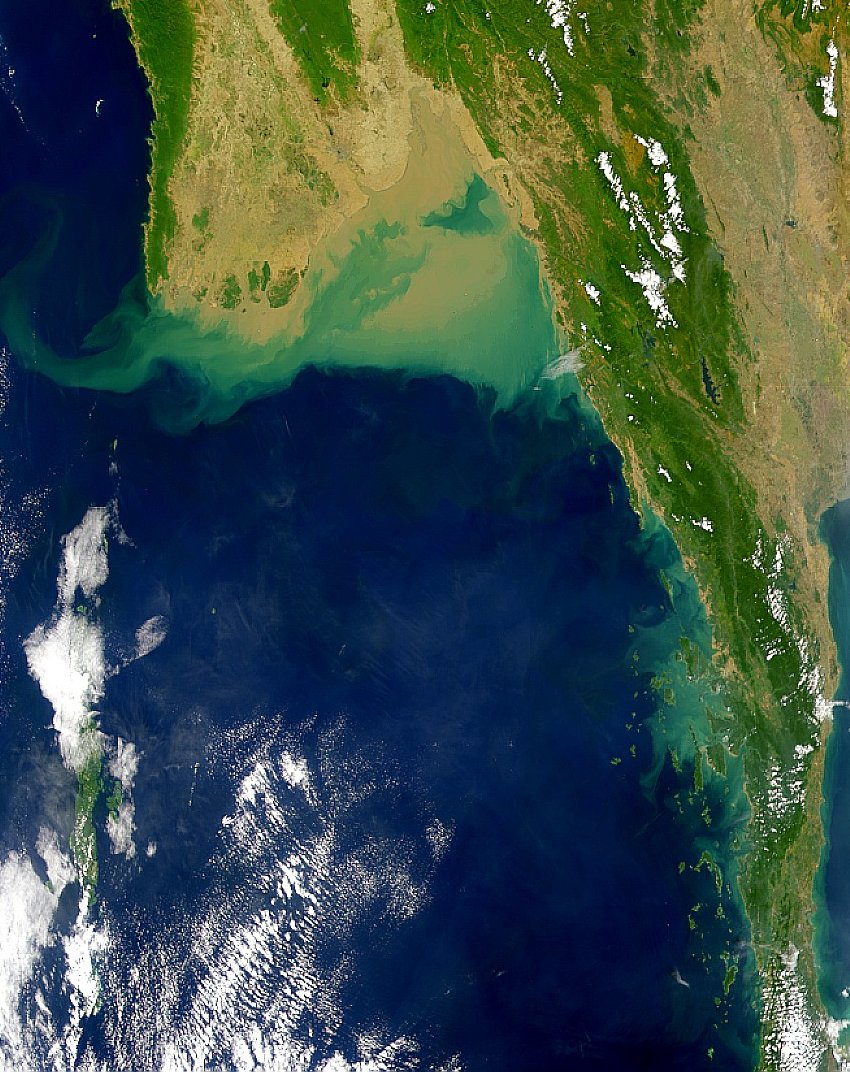
Vue satellite de la mer d'Andaman montrant les algues vertes et les dépôts de limon de l'Irrawaddy.

La profondeur moyenne de la mer d'Andaman est d'environ 1 000 mètres. Ses parties nord et est font moins de 180 m de profondeur, en raison des limons déposés par l'Irrawaddy, venu d'Himalaya en traversant la Birmanie. Les parties ouest et sud font de 900 à 3 000 m de profondeur. Moins de 5 % du bassin dépasse les 3 000 m de fond, avec un système de vallées sous-marines à l'est de la crête des îles Andaman-et-Nicobar dépassant les 4 000 m. Le fond de la mer est couvert de galets, de gravier et de sable.

## Hydrologie et climat
Le climat et la salinité de la mer d'Andaman dépendent principalement de la mousson. La température de l'air est stable au cours de l'année, de 26 °C en février à 27 °C en août. Les précipitations atteignent 3 000 mm/an ; elles ont lieu principalement en été. Les courants marins sont orientés vers l'est et le sud-est en hiver et vers l'ouest et le sud-ouest en été. La température moyenne de l'eau en surface est de 26–28 °C en février et 29 °C en mai. Elle est constante (4,8 °C) à partir de la profondeur de 1 600 m. Dans le sud, sa salinité est de 31,5–32,5 ‰ en été et de 30–33 ‰ en hiver. Dans le nord, elle n'est que de 20–25 ‰, du fait des apports d'eau douce de l'Irrawaddy. Les marées sont bi-quotidiennes ; leur amplitude peut atteindre 7,2 mètres.

## Flore
Les régions côtières de la mer d'Andaman sont caractérisées par les forêts de mangrove et les prairies sous-marines. Les mangroves couvrent plus de 600 km2 des côtes thaïlandaise de la péninsule Malaise et les herbiers 79 km2. Les mangroves sont en grande partie à l'origine de la haute productivité biologique des eaux côtières : leurs racines retiennent le sol et les sédiments et fournissent une protection contre les prédateurs et une « nurserie » pour les petits poissons et organismes aquatiques. Leur épaisseur protège aussi la côte des vents et des vagues, et leurs déchets inorganiques entrent dans la chaîne alimentaire aquatique. Une partie significative des forêts de mangroves thaïlandaises a cependant disparu au profit des bassins d'élevage de crevettes. Ces mangroves ont également été abîmées par le tsunami de décembre 2004. Elles ont été partiellement replantées, mais leur surface décroît encore régulièrement devant les activités humaines.
Les autres importantes sources de nutriments de la mer d'Andaman sont les herbiers et le fond vaseux des lagons et des zones côtières. Ceux-ci fournissent aussi un habitat ou un abri temporaire pour de nombreux organismes fouisseurs ou benthiques. De nombreuses espèces migrent vers les herbiers quotidiennement ou à certains stades de leur vie. Les activités humaines endommagent les herbiers par le rejet des eaux usées des industries côtières, par le développement des élevages de crevettes et d'autres activités côtières, ainsi que par la pêche au chalut. 3,5 % des herbiers de la mer d'Andaman ont été victimes d'envasement ou d'ensablement causés par le tsunami de 2004, et 1,5 % ont été entièrement détruits.

## Faune

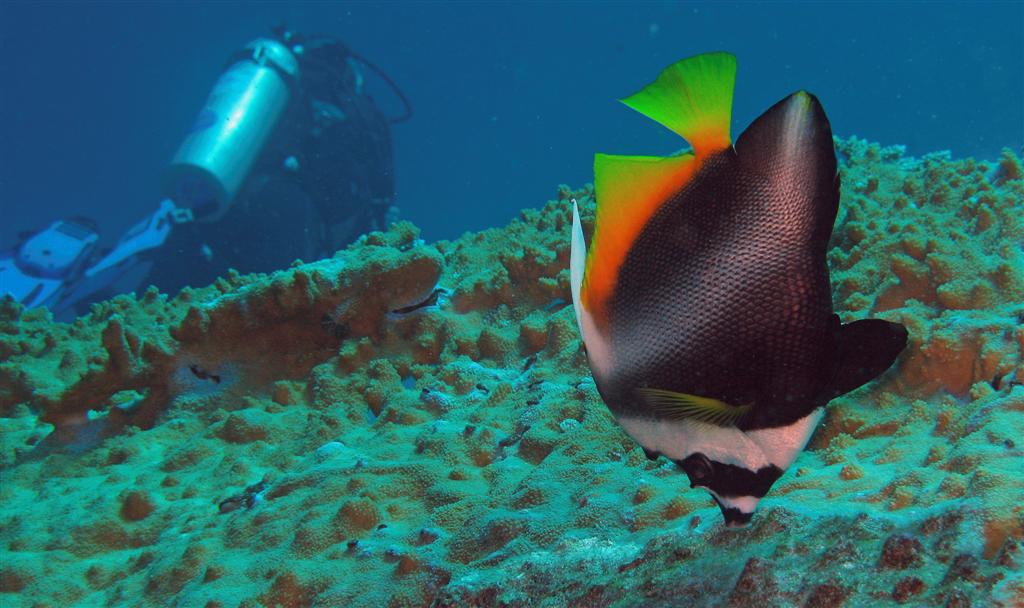
Poisson-cocher Heniochus pleurotaenia aux Îles Similan (Thaïlande).

Les eaux côtières de la péninsule Malaise sont favorables à la croissance des mollusques, et abritent environ 280 espèces de poissons comestibles appartenant à 75 familles. Parmi elles, 232 espèces (69 familles) vivent dans les mangroves et 149 (51 familles) dans les herbiers (101 sont donc communes aux deux habitats). La mer d'Andaman abrite aussi de nombreuses espèces vulnérables comme le dugong (Dugong dugon), plusieurs dauphins dont le dauphin de l'Irrawaddy (Orcaella brevirostris) et quatre tortues : deux en danger d'extinction, la tortue luth (Dermochelys coriacea) et la tortue imbriquée (Eletmochelys imbricata) et deux menacées, la tortue verte (Chelonia mydas) et la tortue olivâtre (Lepidochelys olivacea). Il y a environ 150 dugongs, éparpillés entre la province de Ranong et celle de Satun. Ces espèces sont sensibles à la dégradation des prairies marines.

## Activités humaines

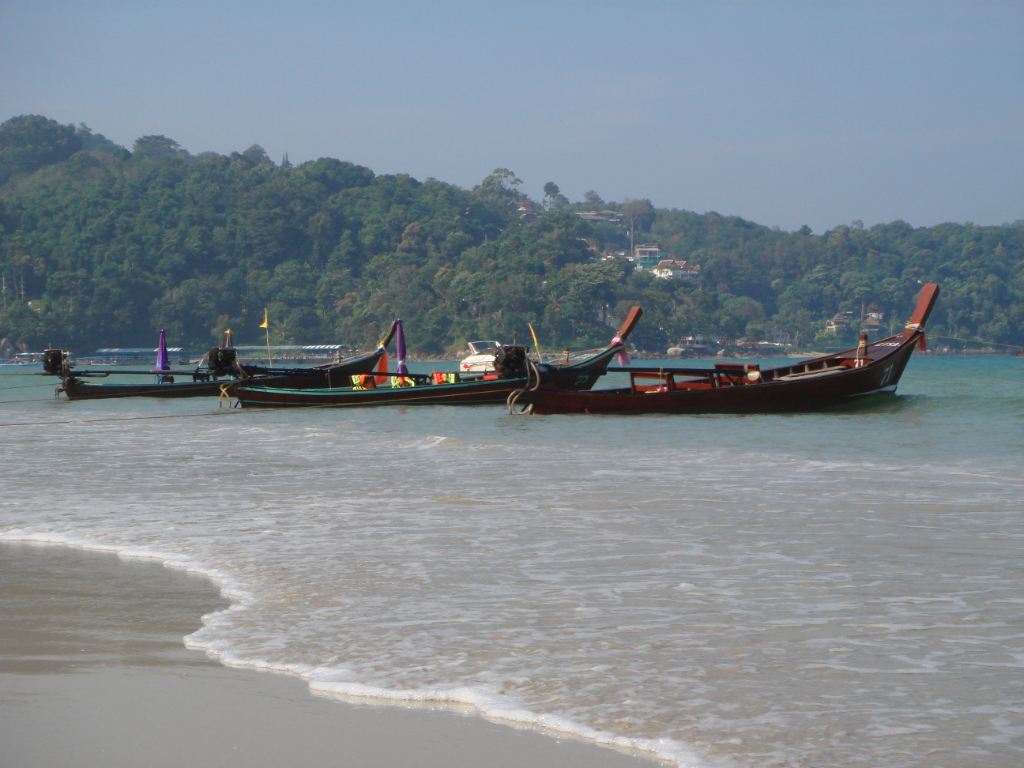
Navires de pêche thaïlandais à Phuket (2007).

La mer d'Andaman est un lieu de pêche et de transport entre les pays riverains. La seule Thaïlande y a pêché environ 943 000 tonnes en 2005, contre 710 000 en 2000. De ces 710 000 tonnes, 490 000 avaient été capturées au chalut (par 1 017 navires), 184 000 à la senne (415 navires) et environ 30 000 au filet maillant. La production halieutique est sensiblement inférieure pour la Malaisie et comparable, ou supérieure, pour la Birmanie. La compétition pour le poisson entre ce pays et la Thaïlande a causé de nombreux conflits. En 1998 et 1999, ils ont fait des morts de chaque côté et presque dégénéré en affrontement militaire. Les deux fois, la marine royale thaïlandaise est intervenue lorsque des navires birmans ont essayé d'intercepter des bateaux de pêche thaïlandais dans les zones maritimes contestées, et des avions de guerre ont failli être déployés par le conseil national de sécurité thaïlandais. Les bateaux de pêche thaïlandais étaient aussi fréquemment aux prises avec la marine royale malaisienne, au point que le gouvernement thaï a dû mettre en garde ses propres pêcheurs contre la pêche sans autorisation dans les eaux étrangères.
En 2004, la pêche thaïlandaise en mer d'Andaman se répartissait comme suit : 33 % de poissons pélagiques, 18 % de poissons démersaux, 7,5 % de céphalopodes, 4,5 % de crustacés, 30 % de poissons tout-venant et 7 % d'animaux variés. Les poissons tout-venant sont ceux qui sont non-comestibles, de faible valeur commerciale ou juvéniles, et qui sont rejetés à la mer.
- Les poissons pélagiques comprennent les anchois (Stolephorus spp., 19 %), le maquereau indo-pacifique (Rastrelliger brachysoma, 18 %), des sardinellas (Sardinella spp., 14 %), des scads (11 %), le thon mignon (Thunnus tonggol, 9 %), la thonine orientale (Euthynnus affinis, 6 %), des carangues (6 %), Selar crumenophthalmus (5 %), le maquereau indien (Rastrelliger kanagurta, 4 %), le maquereau roi (Scomberomorus cavalla, 3 %), Megalaspis cordyla (2 %), des Chirocentridaes (1 %) et autre (2 %)[14].
- Les prises de poissons démersaux sont dominées par le beauclaire Priacanthus tayenus, Nemipterus hexodon, Saurida undosquamis, Saurida elongata et la crevette Jinga (Metapenaeus affinis)[13].

La plupart des espèces sont surpêchées depuis les années 1970–1990, à l'exception du thazard rayé indo-pacifique (Scomberomorus commerson), des carangidae et des Meggalaspis. Le taux global de surpêche était de 333 % pour les poissons pélagiques et 245 % pour les espèces démersales en 1991.
- Les céphalopodes comprennent des calmars, des seiches et d'autres mollusques. Les eaux thaïlandaises abritent 10 familles, 17 genres et plus de 30 espèces de calmars et de seiches. Les principaux bivalves capturés en mer d'Andaman sont la coquille Saint-Jacques, Anadara granosa et la palourde grise japonaise Ruditapes philippinarum. Leur récolte se fait par raclage du fond, ce qui l'endommage, ainsi que le matériel lui-même, et devient impopulaire. Pour cette raison, la production de bivalves a décru de 27 374 tonnes en 1999 à 318 en 2004.
- Les crustacés ne constituent que 4,5 % des prises en volume en 2004, mais représentent 21 % de leur valeur totale. Ils sont dominés par la crevette indienne (Fenneropenaeus indicus), la crevette géante tigrée, la crevette royale, la cigale raquette (Thenus orientalis), la crevette-mante, les crabes nageurs et les crabes de mangrove.

Les prises totales en 2004 étaient de 51 607 tonnes de calmars et seiches et de 36 071 tonnes de crustacés.
Les ressources minérales se réduisent à des dépôts d'étain au large des côtes de Malaisie et de Thaïlande. Les ports principaux sont Dawei, Moulmein, Mergui, Pathein et Rangoon en Birmanie, George Town et Penang en Malaisie et Belawan en Indonésie.
La mer d'Andaman, particulièrement la côte de la péninsule Malaise, est riche en récifs de corail et en îles à la topographie spectaculaire comme Phuket, les îles Phi Phi, Koh Tapu et les îles de la province de Krabi. Bien que dévastées par le tsunami consécutif au séisme de décembre 2004, elles restent des destinations touristiques appréciées. La côte possède aussi de nombreux parcs nationaux marins, dont seize dans la seule Thaïlande, et quatre sont candidats à l'inscription au Patrimoine mondial de l'UNESCO.

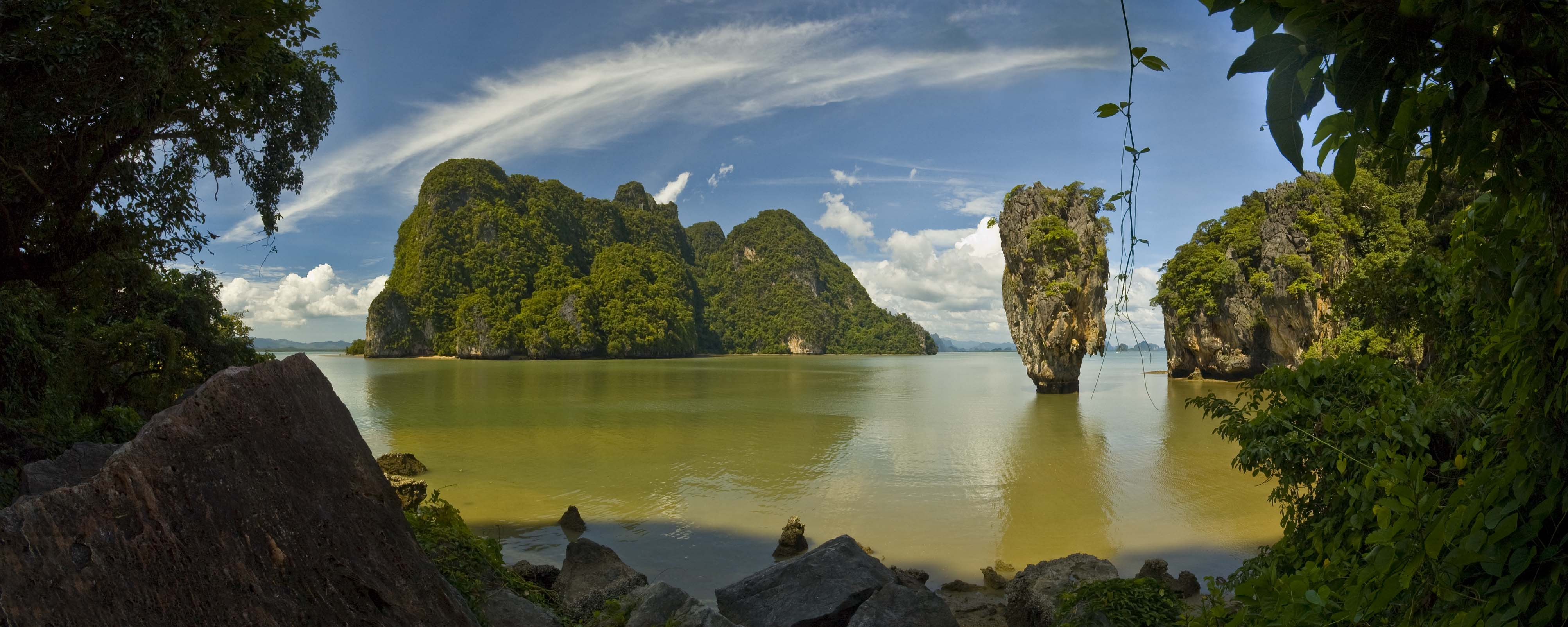
Koh Tapu, dans la Baie de Phang Nga, en Thaïlande

## Tectonique

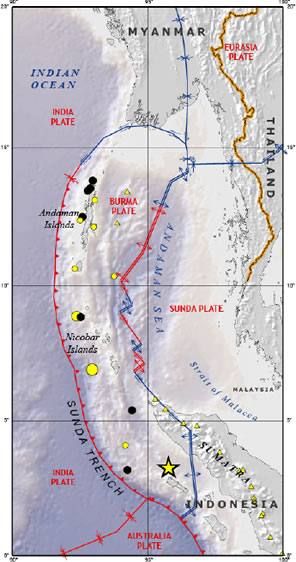
Carte montrant les limites des plaques tectoniques dans la mer d'Andaman.

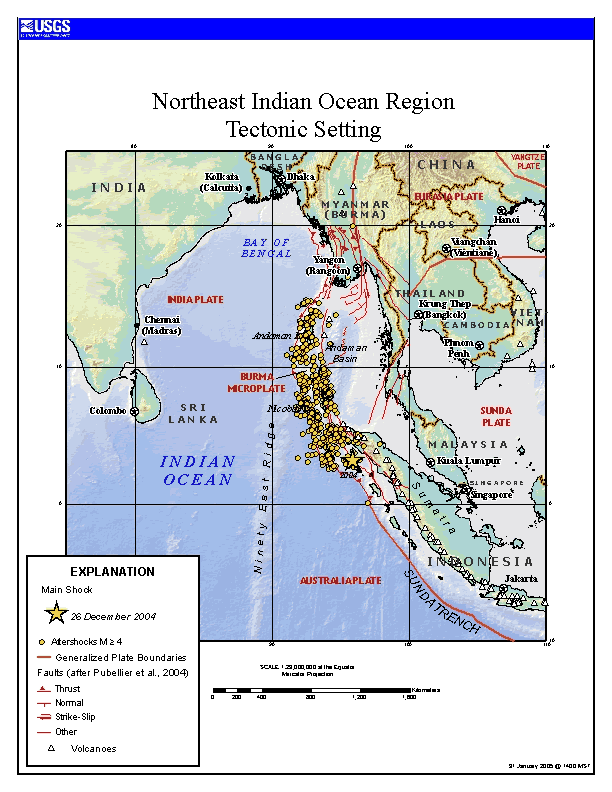
Carte du séisme du 26 décembre 2004 dans l'océan Indien.

La mer d'Andaman est traversée du nord au sud par la limite entre deux plaques tectoniques, la plaque birmane et la plaque de la Sonde. On pense que ces micro-plaques faisaient jadis partie de la plaque eurasienne et en ont été détachées par l'activité transformante induite par l'entrée en collision de la plaque indienne avec l'Eurasie. Cela a produit un bassin d'arrière-arc, qui a commencé à former le bassin océanique marginal de la future mer d'Andaman, dont le stade actuel a commencé il y environ 3-4 millions d'années.
La limite entre deux plaques tectoniques majeures est marquée par une importante activité sismique. De nombreux tremblements de terre ont été enregistrés, dont au moins six avaient une magnitude de 8,4 ou plus : ceux de 1797, de 1833 et 1861 à Sumatra, celui de 2004, celui de 2005 et celui de 2007. Le séisme du 26 décembre 2004 a été provoqué par le glissement d'une grande partie de la limite entre la plaque birmane et la plaque indo-australienne. Ce tremblement de terre majeur avait une magnitude de 9,3. Sur 1 300 à 1 600 kilomètres à leur limite, les plaques se déplacèrent en mouvement inverse, d'environ 20 mètres, et le fond de la mer se souleva de plusieurs mètres. Ce mouvement provoqua un tsunami, d'une hauteur estimée à 28 mètres, qui tua environ 280 000 personnes sur les côtes de l'océan Indien. La secousse initiale fut suivi par une série de répliques le long des îles Andaman-et-Nicobar. L'ensemble endommagea sérieusement les infrastructures touristiques et la pêche, déjà affectée par la crise de l'énergie du début des années 2000.

## Activité volcanique

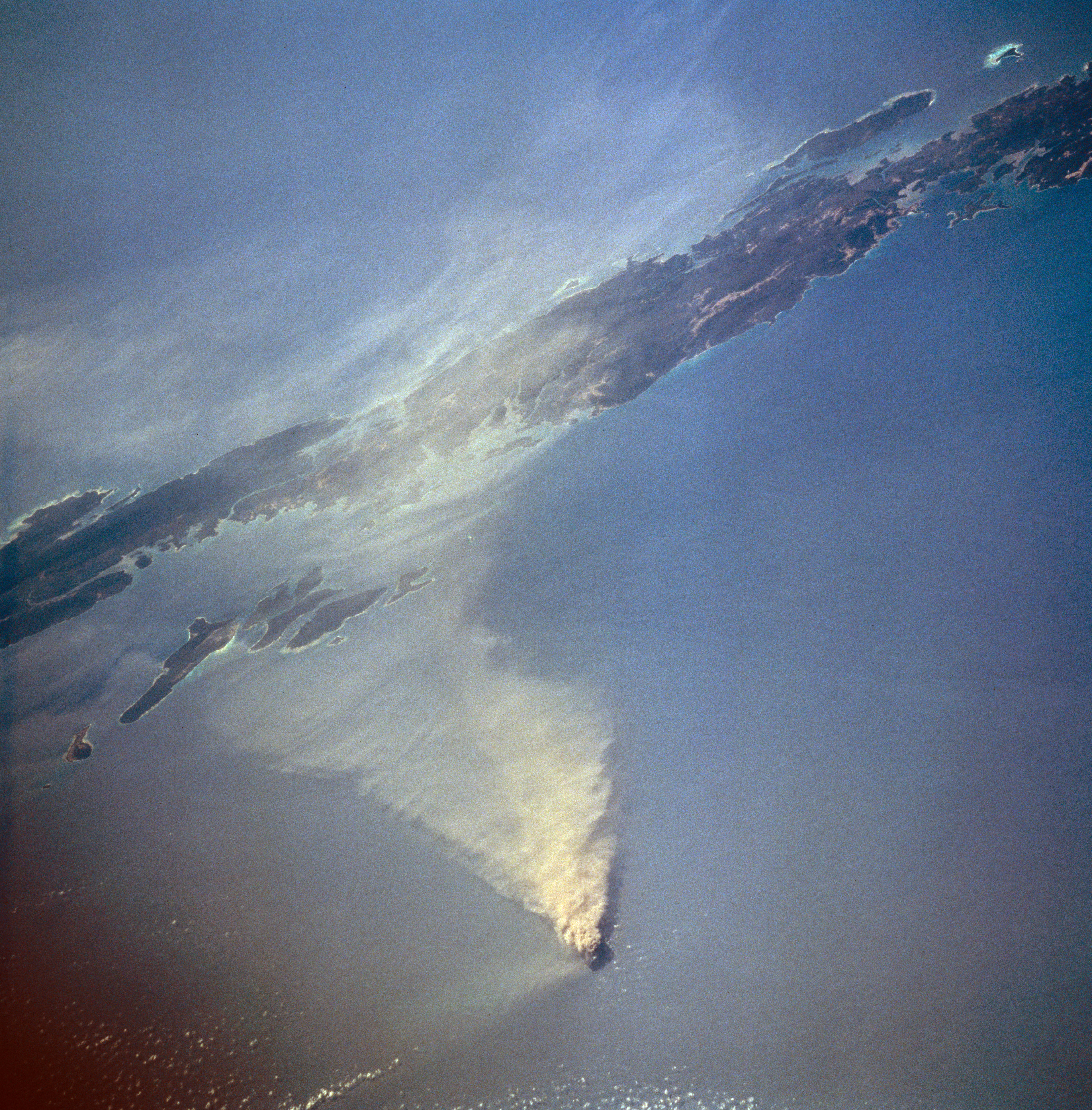
Éruption du volcan de l'île Barren en 1995. La Grande Andaman est environ 90 km derrière.

À l'est des principales îles de Grande Andaman se trouve l'Île Barren, le seul volcan actuellement actif en Asie du Sud. Inhabitée, d'un diamètre de trois kilomètres et d'une hauteur de 354 m, cette île-volcan a repris son activité en 1991 après presque 200 ans d'inactivité. Cette activité est liée à la subduction de la plaque indienne sous l'arc des îles Andaman, qui fait remonter le magma en ce point de la plaque birmane. La dernière éruption a commencé le 13 mai 2008 et durait encore en 2010. L'île volcanique de Narcondam, située plus au nord, a aussi été formée de cette façon. Elle n'a pas eu d'éruption enregistrée.